# Heather Glenn
Heather Glenn è un personaggio dei fumetti appartenente all'Universo Marvel ideata da Marv Wolfman e William Robert Brown nel 1975.

## Storia editoriale
Heather Glenn debutta nel luglio del 1975 all'interno della serie di Daredevil con cui intrattiene una relazione sentimentale burrascosa. La sua ultima apparizione avviene nell'albo 220 del luglio 1985, sceneggiato da Denny O'Neil e disegnato da David Mazzucchelli.

## Altri media

### Cinema
Heather ha un cameo vocale all'interno del film Daredevil del 2003 interpretato da Claudine Farrell, sorella e assistente personale di Colin Farell che nella pellicola interpreta Bullseye.

### Marvel Cinematic Universe
Heather appare come comprimario fisso nella serie in streaming Daredevil - Rinascita della Disney interpretata da Margarita Levieva; seppure intrattenga una relazione sentimentale con Matt Murdock come nella sua controparte a fumetti, a differenza di quest'ultima è una psicologa e scrittrice.